# First Lady von Mali
First Lady von Mali (französisch Première dame du Mali) ist der Titel der Frau des Präsidenten von Mali während dessen Amtszeit. Die gegenwärtige First Lady ist Lala Diallo, Frau des Interims-Präsidenten Assimi Goïta, seit 24. Mai 2021.

## First Ladies
| #   | First Lady          | Porträt | Amtsantritt        | Amtszeitende       | Staatsoberhaupt        | Anmerkungen |
| --- | ------------------- | ------- | ------------------ | ------------------ | ---------------------- | --- |
| 1   | Mariam Travélé      |         | 20. Juni 1960      | 19. November 1968  | Modibo Keïta           | Präsident Modibo Keïta, war polygam und hatte drei Frauen; er bestimmte seine erste Frau, Mariam Travélé, zur offiziellen First Lady von Mali. Sie wurde von Moussa Traoré als Politische Gefangene eingesperrt ab dem Putsch 1968, in welchem ihr Ehemann gestürzt wurde, bis 1978.                                        |
| 2   | Mariam Sissoko      |         | 19. November 1968  | 26. März 1991      | Moussa Traoré          | |
| 3   | Lobbo Traoré        |         | 26. März 1991      | 8. Juni 1992       | Amadou Toumani Touré   | |
| 4   | Adame Ba Konaré     |         | 8. Juni 1992       | 8. Juni 2002       | Alpha Oumar Konaré     | Adame Ba Konaré ist Historikerin. |
| (3) | Lobbo Traoré        |         | 8. Juni 2002       | 22. März 2012      | Amadou Toumani Touré   | |
| 5   | ?                   |         | 22. März 2012      | 12. April 2012     | Amadou Sanogo          | |
| 6   | Mintou Doucour      |         | 12. April 2012     | 4. September 2013  | Dioncounda Traoré      | |
| 7   | Keïta Aminata Maiga |         | 4. September 2013  | 19. August 2020    | Ibrahim Boubacar Keïta | |
| 8   | Lala Diallo         |         | 19. August 2020    | 25. September 2020 | Colonel Assimi Goïta   | Präsident Ibrahim Boubacar Keïta wurde durch den Putsch 2020 abgesetzt. Dasn Land wurde durch eine Militärjunta, das National Committee for the Salvation of the People, unter Colonel Assimi Goïta geführt. Seine Frau, Lala Diallo, trat in dieser kurzen Zeit nicht in der Öffentlichkeit auf.                           |
| 9   | Verheiratet         |         | 25. September 2020 | 24. Mai 2021       | Bah Ndaw               | Der amtierende Präsident Bah Ndaw weigerte sich, seiner Frau in der kurzen Interimszeit den Titel First Lady zu übertragen. Ndaw hielt es für nötig, seine unmittelbare Angehörigen aus der Öffentlichkeit herauszuhalten. Ndaw wurde durch seinen eigenen Vizepräsidenten, Colonel Assimi Goïta, am 24. Mai 2021 gestürzt. |
| 10  | Lala Diallo         |         | 24. Mai 2021       | Präsident          | Colonel Assimi Goïta   | Lala Diallo trat bei Goïtas Amtseinführung am 7. Juni 2021 erstmals in die Öffentlichkeit. |